# NGC 1386
NGC 1386 ist eine linsenförmige Galaxie mit aktivem Galaxienkern vom Hubble-Typ S0/a im Sternbild Eridanus.  Sie ist schätzungsweise 33 Millionen Lichtjahre von der Milchstraße entfernt und hat einen Durchmesser von etwa 35.000 Lj. Unter der Katalognummer FCC 179 ist sie als Mitglied des Fornax-Galaxienhaufens gelistet.
Im selben Himmelsareal befinden sich u. a. die Galaxien NGC 1369, NGC 1379, NGC 1387, NGC 1389.
Das Objekt wurde von dem deutschen Astronomen Julius Schmidt  1865 mit einem 15,75-cm-Teleskop entdeckt.

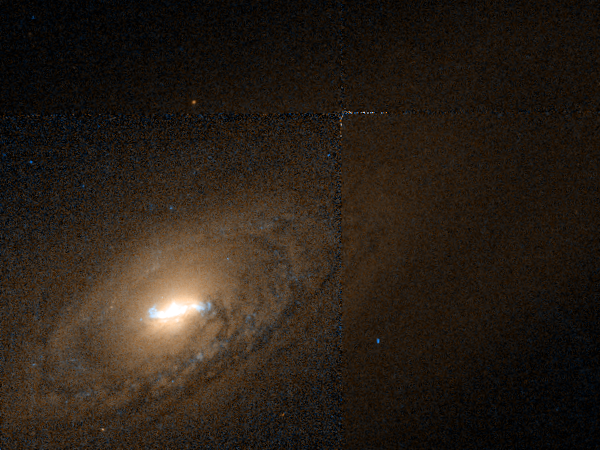
Aufnahme des Zentralbereichs mithilfe des Hubble-Weltraumteleskops
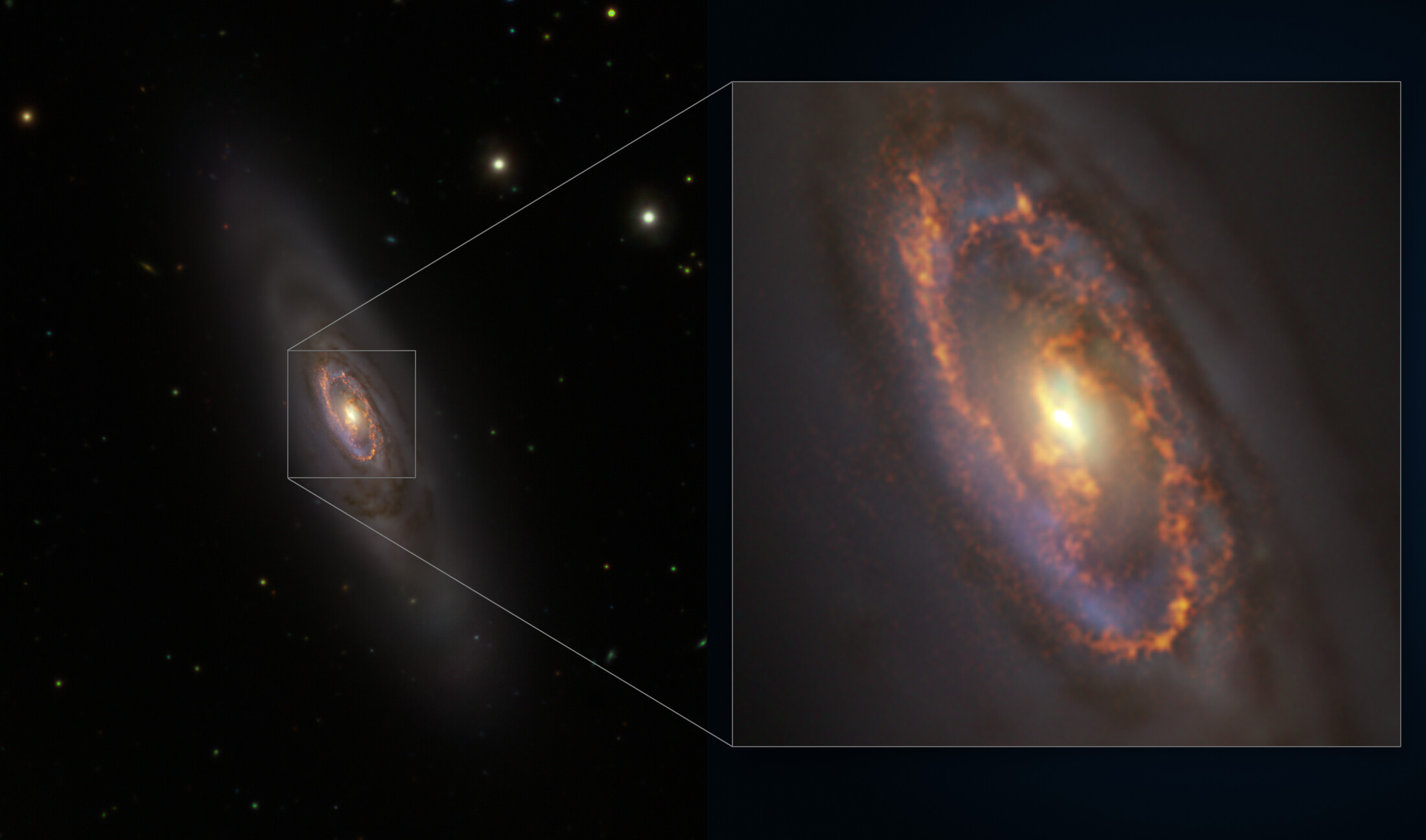
Aufnahme mittels des VLT Survey Telescope und Überlagerung der Millimeterstrahlung, erfasst durch das Atacama Large Millimeter/submillimeter Array
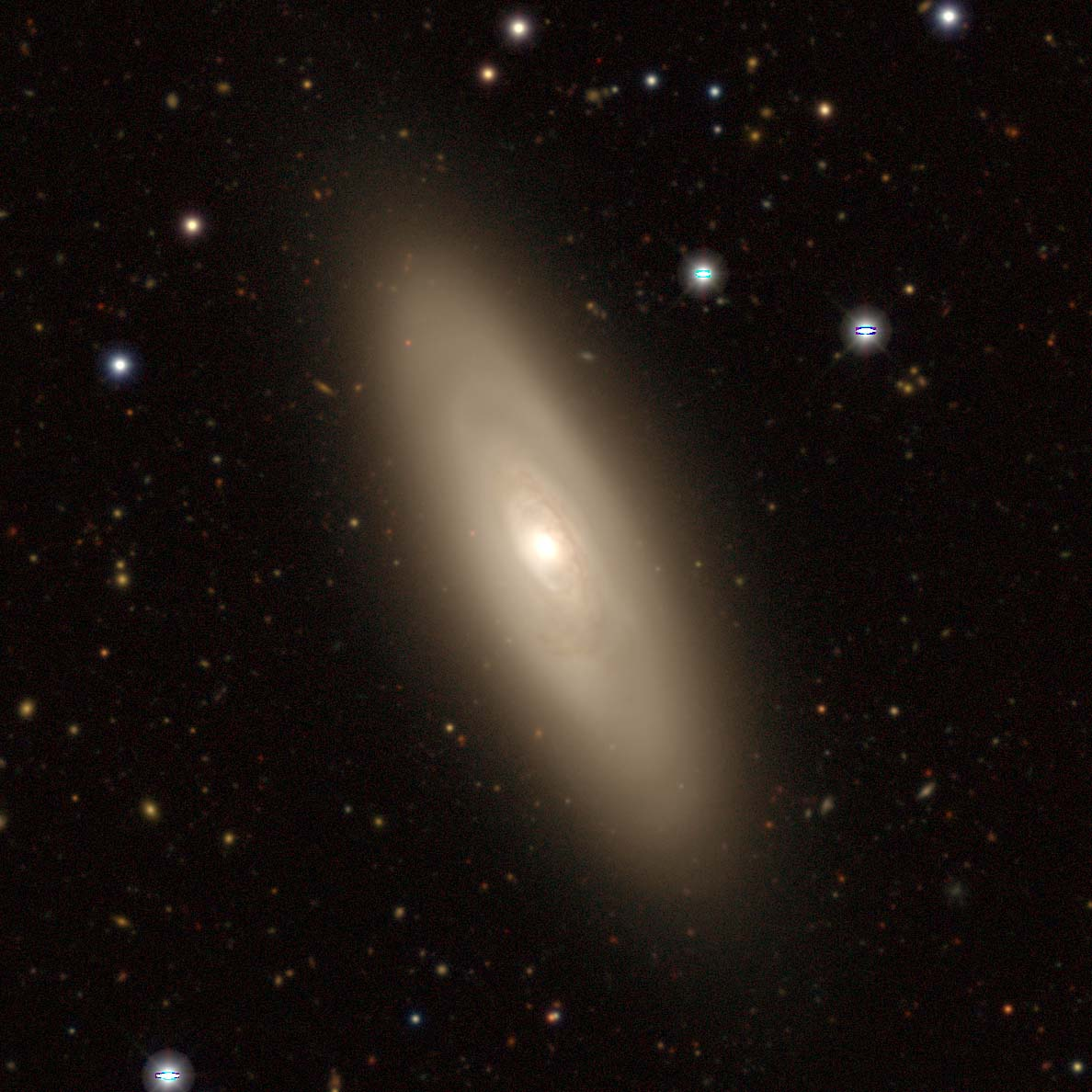
Aufgenommen im Rahmen der DESI Legacy Imaging Surveys

## NGC 1386-Gruppe (LGG 98)
| Galaxie   | Alternativname | Entfernung/Mio. Lj |
| --------- | -------------- | ------------------ |
| NGC 1386  | PGC 13333      | 33                 |
| NGC 1326B | PGC 12788      | 39                 |
| NGC 1375  | PGC 13266      | 28                 |
| NGC 1389  | PGC 13360      | 36                 |
| NGC 1396  | PGC 13398      | 31                 |
| PGC 13753 | ESO 358-59     | 40                 |
| PGC 13756 | ESO 358-60     | 30                 |
| PGC 13449 |                | 30                 |